# غلايكوسيلاز

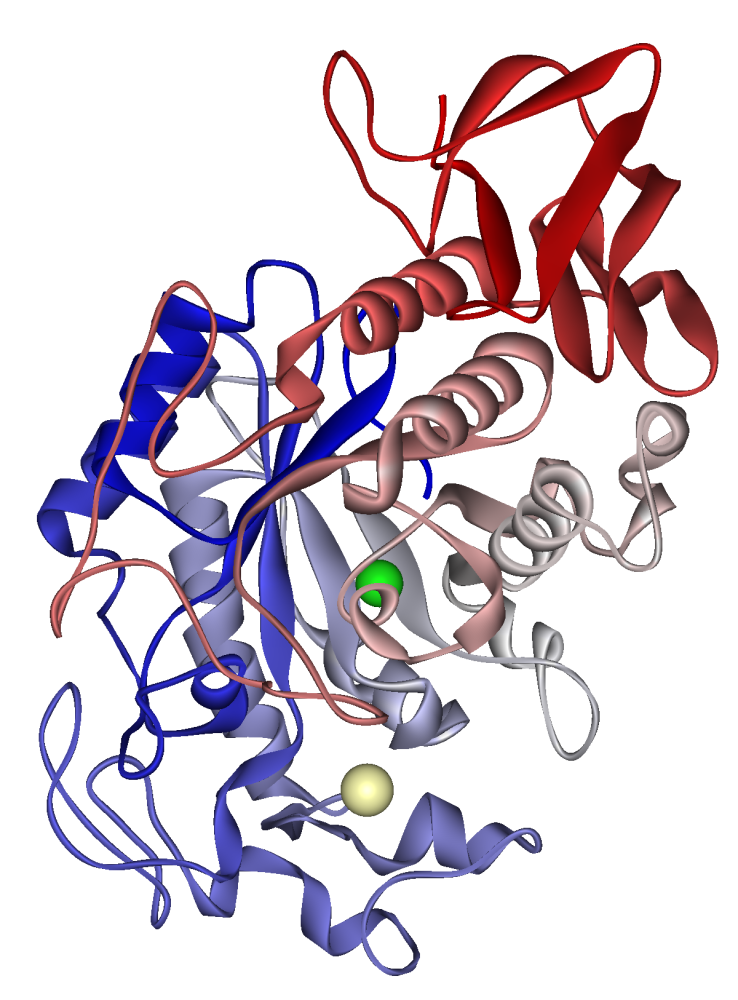

غلايكوسيلاز (بالإنجليزية: Glycosylase)‏ رقمه الكيميائي (EC 3.2).هي مجموعة من الإنزيمات التي تقوم بتحلل هي مركبات الغليكوزيل، وتعد هذه الإنزيمات نوع من أنواع إنزيمات الهيدرولاز (EC 3).
تنقسم إنزيمات الغلايكوسيلاز إلى مجموعتين: الغلايكوسيلاز التي تحلل O-مركبات الغليكوزيل S-(EC 3.2.1).
وإنزيمات الغلايكوسيلاز التي تحلل مركبات الغليكوزيل-N- (EC 3.2.2).

## وصلات اضافية
http://www.pcrbio.com/realtime-pcr/uracil-dna-glycosylase-en.html